# 태풍 히고스 (2015년)
태풍 히고스 (태풍 번호: 1502, JTWC 지정 번호: 02W 국제명: HIGOS)는 2015년 2월 8일부터 2월 12일까지 활동했고 최저기압 940 hPa를 기록했던 2015년의 제2호 태풍이다. 4등급 태풍(SSHS)이다. 이름인 히고스는 미국에서 제출하였으며 차모로어로 무화과를 의미한다.

## 태풍의 진행
제2호 태풍 히고스는 2월 8일 오전 3시에 중심기압 1000hPa, 최대풍속 18m/s, 강풍 반경 220km, 크기 '소형'의 열대폭풍으로 미국 괌 동쪽 약 1,390km 부근 해상에서 발생하였다.(일본 기상청 태풍정보 기준) 발생 이후 서~서북서진하며 급발달해서 2월 10일 오후 3시에 미국 괌 동쪽 약 1,020km 부근 해상에서 중심기압 935hPa, 최대풍속 49m/s, 강풍 반경 330km(북쪽 반경)의 세력 '매우 강', 크기 '중형'(일본 기상청 태풍정보 기준)의 태풍으로 최성기를 맞이하였다. 최성기 이후 북북동~서북서진하면서 급약화되었고, 2월 12일 오전 3시에 미국 괌 동북동쪽 약 880km 부근 해상에서 중심기압 1002hPa의 열대저압부로 소멸하였다. 히고스는 미국에서 제출한 이름으로 무화과를 의미한다. 태풍 히고스는 2월 태풍으로서 3가지 기록을 세웠는데, 1번째 기록은 일본 기상청이 1951년에 태풍 통계를 개시한 이후로 지금까지 단 1개의 태풍도 발생하지 않은 '태풍 공백 기간'이었던 2월 8~15일 기간에 태풍 히고스가 발생해서 절반 이상 채웠다는 것이고, 2번째 기록은 2013년부터 2015년까지 3년 연속으로 2월 태풍 발생, 3번째 기록은 2월 태풍 중 역대 최강이었던 2002년 제2호 태풍 미톡(미탁)의 최성기 세력인 중심기압 930hPa, 최대풍속 49m/s와 일본 기상청 기준으로 타이 기록이다.

## 같이 보기
- 2015년 태풍